# Grafschaft Rietberg
Die Grafschaft Rietberg war ein Territorium im Heiligen Römischen Reich. Es lag an der oberen Ems in Westfalen, im Grenzgebiet der Hochstifte Paderborn und Münster. Es bestand als eigenständiges Territorium von 1237 bis 1807.

## Gründung
Das Haus der Grafen von Rietberg wurde durch eine Abspaltung von den Grafen von Arnsberg begründet. Zu einer ersten Erbteilung kam es 1092, als Heinrich mit der Grafschaft Rietberg abgefunden wurde, während Friedrich die Herrschaft über die Grafschaft Werl-Arnsberg übernahm. In einer weiteren Herrschaftsteilung zwischen Gottfried III. von Arnsberg und Konrad I. von Cuyk-Arnsberg erhielt Konrad durch einen Abfindungs- und Teilungsvertrag vom 1. September 1237 die nördlich der Lippe gelegenen Teile der Grafschaft Arnsberg. Diese erklärte er zum eigenständigen Territorium und nannte sie nach der bereits um 1100 gegründeten Burg Rietberg an der Ems „Grafschaft Rietberg“. Konrad I. Graf von Rietberg resignierte 1263/64 ob der politischen Bedeutungslosigkeit seiner Grafschaft und wurde Deutschordensritter. Er starb um 1284.

## Bedeutung
Friedrich I. Graf zu Rietberg, der erstgeborene Sohn Konrads und seiner Frau Oda zur Lippe, folgte seinem Vater und regierte von 1264 bis 1282.
Weitere Kinder Konrads besetzten einflussreiche Posten: Der Sohn Konrad wurde Bischof von Osnabrück, Otto wurde Bischof von Paderborn, Simon wurde Deutschordensritter, Hermann Domherr in Osnabrück und Paderborn sowie Propst zu Tongern, die Tochter Oda wurde Äbtissin des Ägidiiklosters zu Münster. Auch in den nachfolgenden Generationen besetzten das Haus Rietberg immer wieder einflussreiche Positionen im westfälischen Gebiet; so wurde zum Beispiel Friedrichs Sohn Otto 1301 Bischof von Münster.

## Unabhängige Grafschaft
Von 1282 bis 1313 regierte Konrad II. die Grafschaft. Als Mitregent mit ihm und seinem Sohn Otto regierte von 1302 bis 1322 Friedrich II. Von 1313 bis 1347 übernahm Otto I. die Herrschaft über Rietberg. Ihm folgte sein Sohn Konrad III. von 1347 bis 1365. In dieser Zeit wurde die neue Burg außerhalb der Siedlung Rietberg errichtet.
Konrad III. erweiterte, indem er seine „Freiheiten“ dem Reich zu Lehen auftrug, planmäßig die Herrschaftsrechte, um sie mit dem Recht zur Setzung von Freistühlen vom Kaiser als freie Grafschaft zurückzuerhalten. Die erste bezeugte Ernennung eines Freigrafen durch den Kaiser ist allerdings erst für 1377 belegt.
Konrads Sohn übernahm als Otto II. von 1365 bis 1389 die Herrschaft über Rietberg. Von 1389 bis 1428 folgte Konrad IV., 1428 bis 1472 sein Sohn Konrad V.

## Unter der Lehnsherrschaft der Landgrafen zu Hessen

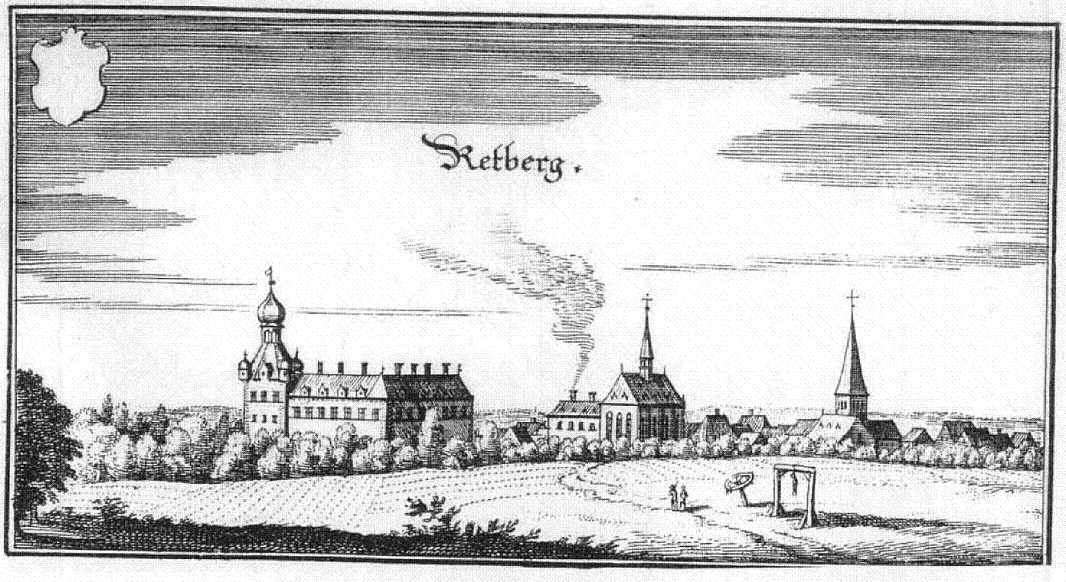
Historische Ansicht von Rietberg (1647)

Im Jahr 1456 musste Graf Konrad V. die bisher reichsunmittelbare Grafschaft dem hessischen Landgrafen Ludwig I. für 600 rheinische Gulden zu Lehen auftragen. Damit verlor Rietberg seine Unabhängigkeit und lag unter der Lehnsherrschaft der Landgrafen von Hessen. Die letzte Belehnung mit der Grafschaft Rietberg durch die hessischen Landgrafen ist datiert vom 27. Juli 1814.
Konrads Sohn Johann I. zu Rietberg regierte von 1472 bis 1516. Ihm folgte Otto III., der von 1516 bis 1535 regierte.
Otto III. heiratete in erster Ehe Anna Gräfin von Sayn; aus dieser Ehe stammten zwei Söhne, von denen einer früh starb, der andere als Otto IV. zunächst die Herrschaft übernahm. Als dieser 1552 kinderlos starb, fiel die Herrschaft an Ottos Sohn Johann II. zu Rietberg, der aus Ottos zweiter Ehe mit Onna (Anna), der Tochter des ostfriesischen Häuptlings Hero Omken, stammte. Durch diese zweite Heirat erwarb Otto die Anwartschaft auf das Harlingerland, das sein Sohn 1540 nach dem Tod von Onnas Bruder Balthasar von Esens auch erhielt. Bis 1600 blieb es in Personalunion mit Rietberg verbunden.
1535 wurde in der Grafschaft Rietberg die Reformation eingeführt, später wurde die Grafschaft jedoch der Gegenreformation unterworfen, sie war „eines der wenigen weltlichen Gebiete Westfalens, in denen die Rekatholisierung gelang“.

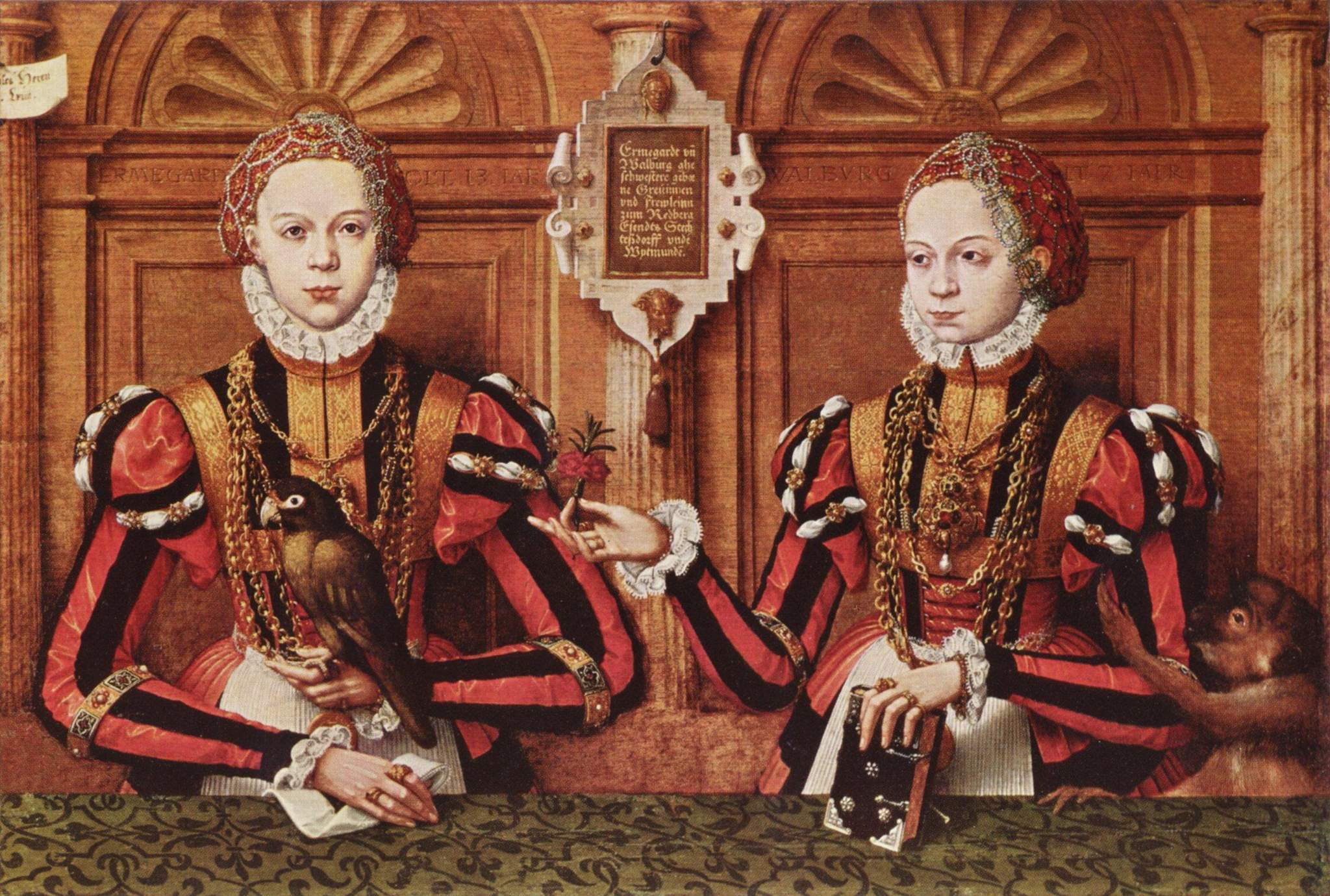
Armgard und Walburgis – die letzten Herrscherinnen aus dem Haus Rietberg auf einem Gemälde von Hermann tom Ring

Der durch den Niederrheinisch-Westfälischen Kreis gefangengenommene Johann II. von Rietberg starb 1562 im Gefängnis in Köln. Damit starb die männliche Linie der Grafen von Rietberg aus. Zunächst wurde das Lehen vom hessischen Landgrafen eingezogen, nach Protest von Johanns Töchtern Armgard und Walburgis wurden diese jedoch 1565 wieder mit Rietberg belehnt.
Walburgis heiratete 1581 den Grafen Enno III. von Ostfriesland. Damit kamen die Grafschaft Rietberg und das Harlingerland an Ostfriesland. Enno verzichtete schließlich zugunsten seiner Töchter im Berumer Vergleich auf die Grafschaft Rietberg; er erhielt dafür das Harlingerland. Walburgas und Ennos Tochter Sabina Catharina erbte die Grafschaft Rietberg und heiratete ihren Onkel Johann. Sie begründeten das Haus Ostfriesland in Rietberg und rekatholisierten die Grafschaft. Die Burg wurde mit neuen Festungsanlagen versehen und zum Schloss im Stil der Weserrenaissance umgebaut. Das Haus Ostfriesland starb 1690 in männlicher Linie aus. Im Jahr 1699 kam die Grafschaft Rietberg aufgrund eines 1697 geschlossenen Ehevertrages durch die Heirat der Erbtochter Maria Ernestine Franziska an die Grafen von Kaunitz.
Unter dem gräflichen, später fürstlichen Hause Kaunitz-Rietberg konnte die Grafschaft Rietberg bis zum Ende des Heiligen Römischen Reiches ihre Eigenständigkeit behaupten. Erst Napoleon unterwarf die Grafschaft durch Dekret vom 18. August 1807 der Souveränität des Königreichs Westphalen. Im Königreich Westphalen wurden auf dem Gebiet der Grafschaft die beiden Kantone Neuenkirchen und Rietberg gebildet, die dem Distrikt Paderborn im Departement der Fulda zugeordnet waren. Auf dem Wiener Kongress wurde bestimmt, dass die Grafschaft an das Königreich Preußen kam und den Status einer Standesherrschaft erhielt; der Fürst von Kaunitz erhielt dadurch Sitz und Stimme im Provinziallandtag der Provinz Westfalen und Steuerprivilegien. Durch Erbhuldigung für Preußen wurde die Lehnsherrschaft des Hauses Hessen beendet und die Grafschaft Rietberg preußisches Thronlehen. Das Gebiet der Grafschaft gehörte seit 1816 zum Kreis Wiedenbrück im Regierungsbezirk Minden der preußischen Provinz Westfalen und bildete dort die beiden Ämter Rietberg und Verl.

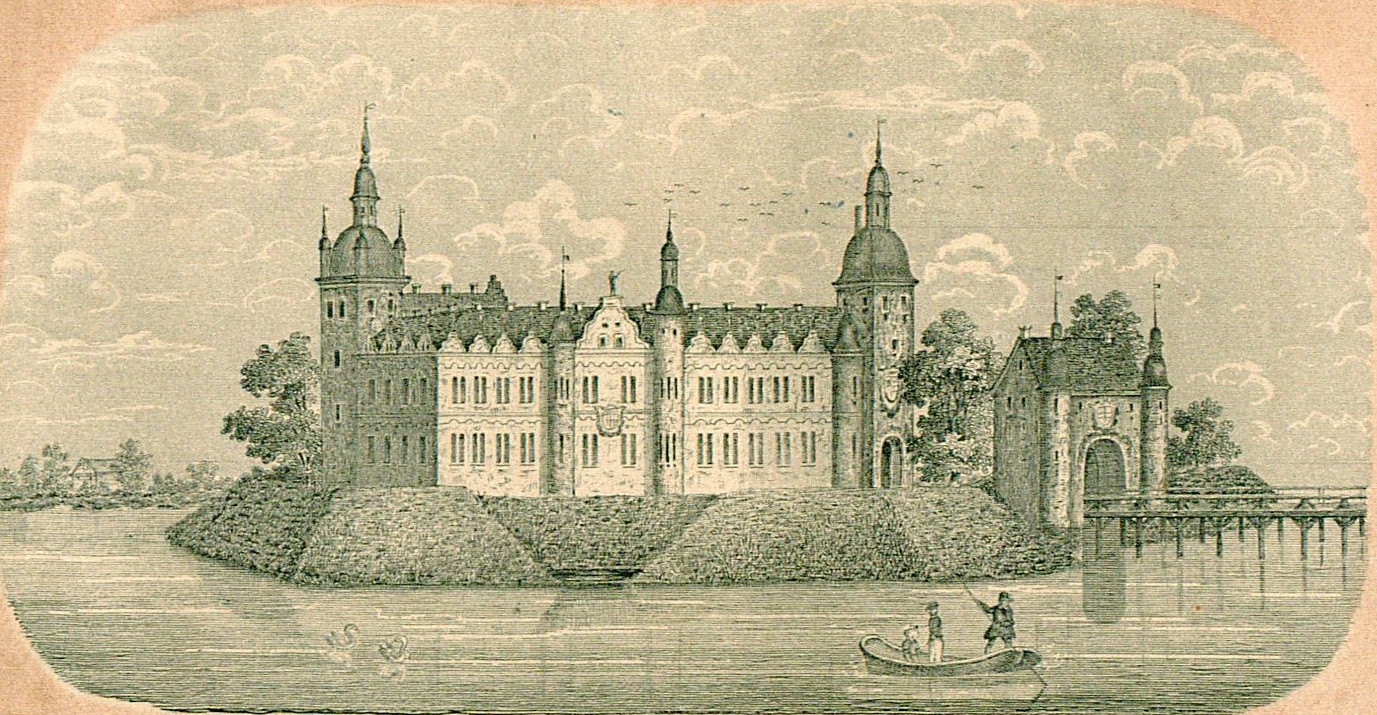
Schloss Rietberg

1822 verkaufte der letzte Fürst, Aloys von Kaunitz-Rietberg, die Grafschaft – inzwischen ein allodifiziertes Lehen – an den bürgerlichen Kaufmannssohn Friedrich Ludwig Tenge aus Osnabrück. Dieser Vorgang führte zu Auseinandersetzungen einerseits mit dem Haus Liechtenstein, das dem Verkauf durch Anmeldung von Erbansprüchen widersprach, und anderseits den preußischen Behörden, die dem Käufer Tenge keine adeligen Privilegien zugestehen wollten (mit dem Besitz war historisch die Stellung eines Standesherrn verbunden). In einem Kompromiss wurde 1835 geregelt, dass Tenge als Besitzer des Grafschaftslehens anerkannt wurde, die standesherrlichen Rechte von Preußen kassiert wurden und der Grafentitel dem Haus Liechtenstein zugesprochen wurde. Bis heute tragen die Fürsten von Liechtenstein den Titel Graf zu Rietberg (siehe Liste der Herrscher von Liechtenstein). Das fürstliche Land- und Stadtgericht Rietberg wurde zum königlich preußischen Land- und Stadtgericht Rietberg. Die Familie Tenge-Rietberg besitzt bis heute den einstigen gräflichen Grundbesitz in Rietberg.

## Territorium
Die Grafschaft Rietberg umfasste
- die Stadt Rietberg
- die vier Dörfer Kaunitz, Mastholte, Neuenkirchen und Verl
- die zwölf Bauerschaften Bokel, Bornholte, Druffel, Liemke, Mastholte, Moese, Neuenkirchen, Österwiehe, Sende, Varensell, Verl und Westerwiehe sowie
- die Schlösser Rietberg und Holte.

## Wappen
Das Stammwappen zeigt in Rot einen rechtssehenden, blau-bewehrten, goldenen Adler. Auf dem Helm mit rot-goldenen Decken der Adler.
Das ehemals arnsbergische Wappen, ein silberner Adler im blauen Feld, wurde für die Grafschaft Rietberg in einen goldenen Adler auf rotem Feld verändert. Später wurden dem Wappen durch Wappenmehrung Elemente des Harlingerlandes, der Familie Cirksena und der Familie Kaunitz hinzugefügt.

## Grablege
Durch die Verbindung von Konrads I. Frau Oda zum Haus Lippe wurde das Zisterzienserkloster Marienfeld für etwa 350 Jahre zur regelmäßigen Grablege der Grafen zu Rietberg, obwohl es in fremdem Territorium lag. Nachdem Gräfin Sabina Catharina und ihr Mann Johann zum katholischen Glauben zurückgekehrt waren, stifteten sie ein Franziskanerkloster in Rietberg, in das sie nach dessen Fertigstellung im Jahr 1629 umgebettet wurden. Das Kloster blieb Grablege für das Haus Ostfriesland. Die Kaunitzer hatten dagegen Familiengrüfte in Brünn und Austerlitz. Lediglich Gräfin Antoinette von Kaunitz-Rietberg-Questenberg wurde 1805 im Rietbergischen Franziskanerkloster beigesetzt.

## Bilder

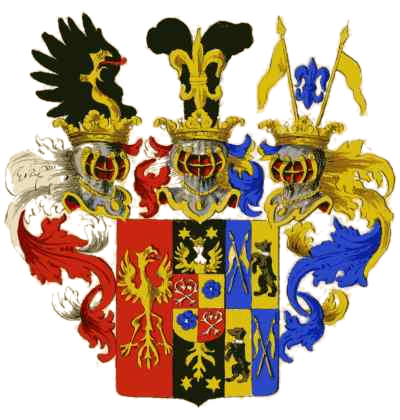
Gemehrtes Wappen der Grafschaft Rietberg in seiner Form ab 1699.
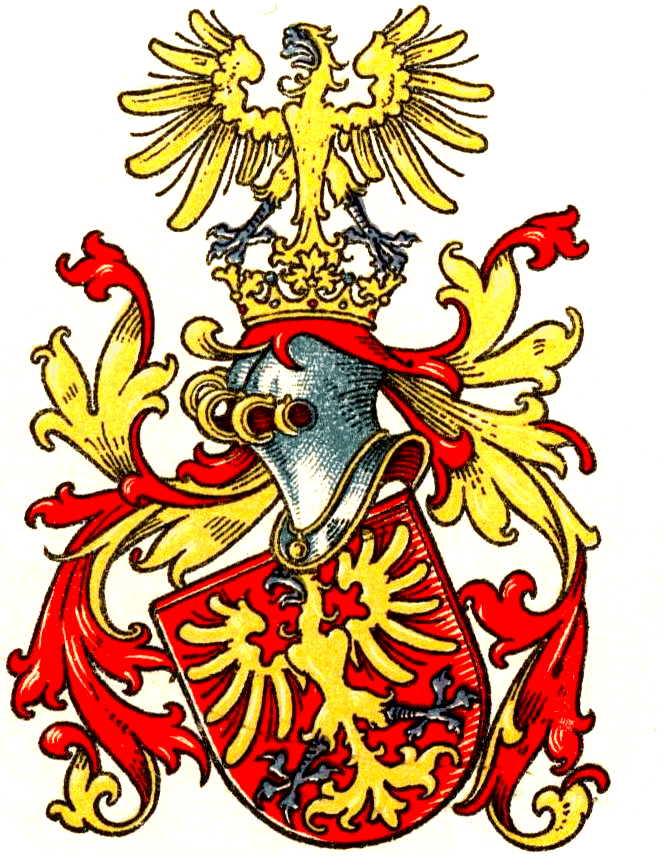
Stammwappen der Grafen von Rietberg
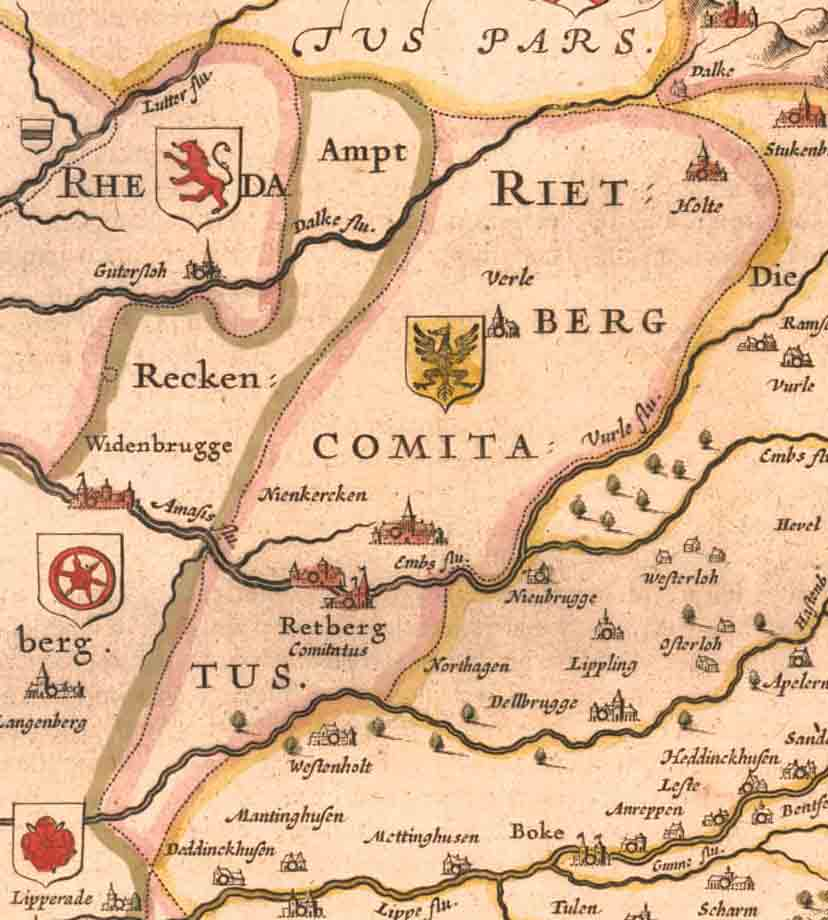
Karte der Grafschaft um 1650
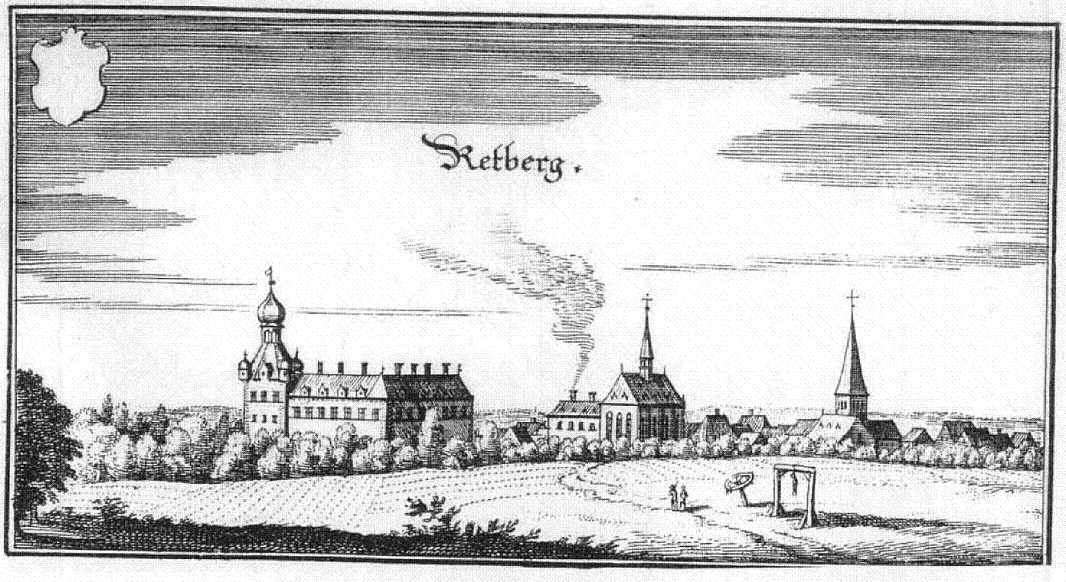
Historische Ansicht von Rietberg (1647)
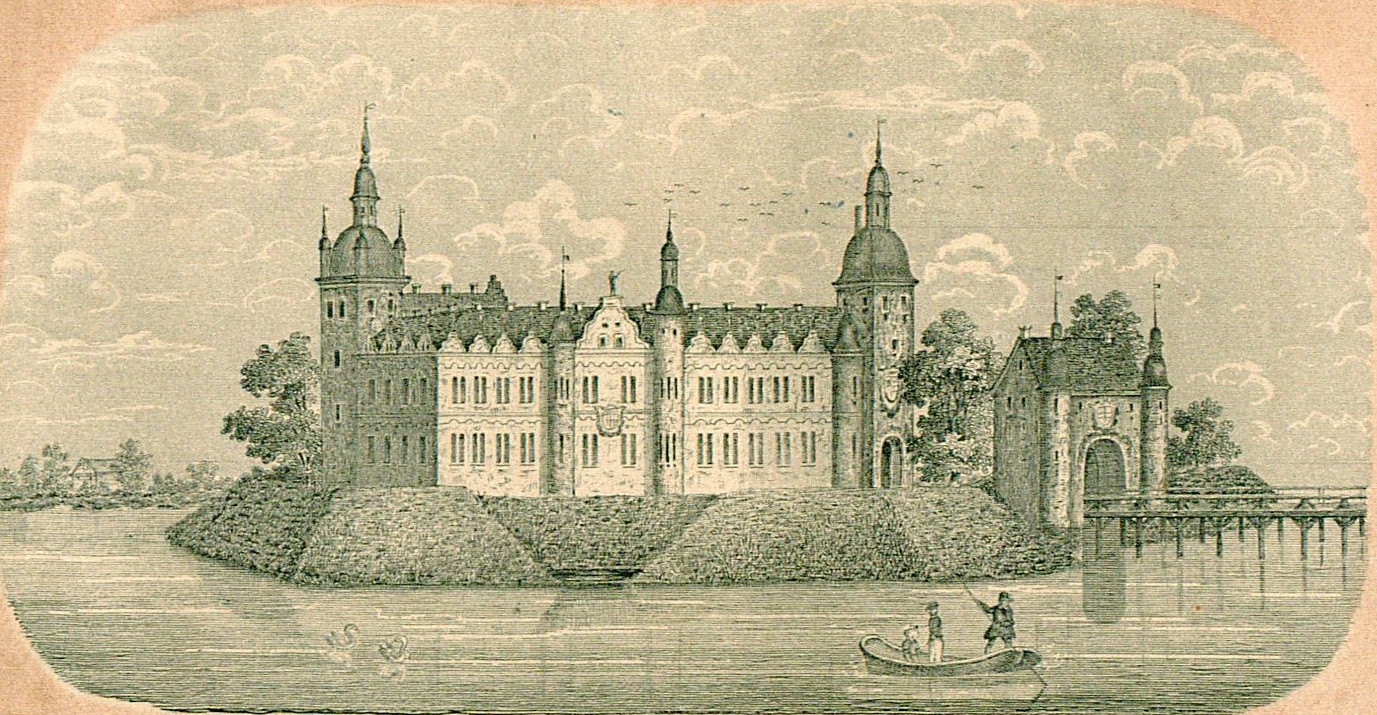
Schloss Rietberg

## Archiv
- Landesarchiv NRW Abteilung Westfalen (bis 2008 Staatsarchiv Münster):
  - A 250 I Grafschaft Rietberg – Urkunden
  - A 250 III Grafschaft Rietberg – Akten